# バランキージャ
バランキージャ（スペイン語: Barranquilla）は、コロンビアの都市である。アトランティコ県の県都。人口は約127万人（2018年）。
日本における地図や歴史書、旅行案内書では「バランキヤ」や「バランキリャ」とも表記される。

## 地理
カリブ海に面した港湾都市である。マグダレナ川の河口近くで、川の西側に位置している。植民地時代、マグダレナ川の水運はコロンビアの主要交通機関であり、首都ボゴタに到達する唯一のルートだった。

## 歴史
アメリカ先住民の集落が形成されたのは1629年頃であるが、ヨーロッパ系の住人がいなかったため自治体とは認識されなかった。このためバランキージャの公式設立年は1813年となっている。コロンビアの主要都市の中では比較的歴史の浅い都市である。しかしながら、カリブ海の海上交通の拠点として急速に発展しコロンビア第二の都市と呼ばれた時代もあった。

## 交通
- エルネスト・コルティソス国際空港が15km南のソレダードにある。
- バランキージャ港 : 2017年3月31日、警察は、スペインに輸出される金属くずが積まれた海上コンテナから6.1トン（末端価格約2億ユーロ）のコカインを発見、押収した[1]。

## 文化
毎年四旬節の前の4日間のバランキージャのカーニバルは2003年に人類の口承及び無形遺産の傑作に指定され、2008年にユネスコの無形文化遺産となった。

## スポーツ
- アトレティコ・ジュニオール

## 姉妹都市
- タンパ（アメリカ合衆国 フロリダ州）
- 高雄市（中華民国 直轄市）
- 南京市（中華人民共和国 江蘇省）

## 出身著名人
- ランディ・コンスエグラ：プロ野球選手 (現：リーガ・コロンビアーナ・デ・ベイスボル・プロフェシオナルのカイマネス・デ・バランキージャ) (第3回WBC予選コロンビア代表)
- エドガー・レンテリア：元メジャーリーガー (デトロイト・タイガース、サンフランシスコ・ジャイアンツ他) (第3回WBC予選コロンビア代表)
- シャキーラ：シンガーソングライター
- ルイス・シエラ：プロ野球選手 (現：シカゴ・ホワイトソックス傘下) (第3回WBC予選コロンビア代表)
- ドノバン・ソラーノ：メジャーリーガー (現：マイアミ・マーリンズ) (第3回WBC予選コロンビア代表)
- ジョナタン・ソラーノ：メジャーリーガー (現：マイアミ・マーリンズ傘下) (第3回WBC予選コロンビア代表)
- マービン・ベガ：プロ野球選手 (元：石川ミリオンスターズ) (第3回WBC予選コロンビア代表)
- パウリナ・ベガ: 2014ミスユニバース
- ソフィア・ベルガラ：ハリウッド女優